# Feminacionalismo
Feminacionalismo o femonacionalismo (acrónimo de feminismo y nacionalismo) es un término que describe una estrategia o táctica electoral por el que un tipo de ideología nacionalista se escuda detrás de algunos postulados del movimiento feminista para esconder su racismo y sus motivaciones xenófobas.
El término fue originalmente propuesto por la académica Sara R. Farris para referirse a los procesos por los que ciertos poderes se alinean con algunas de las reivindicaciones del movimiento feminista con el fin de justificar posiciones racistas, xenófobas o aporófobas, respaldándolas sobre los prejuicios de que las personas migrantes han de ser forzosamente machistas y de que la sociedad occidental es completamente igualitaria. De esta forma, se hace uso de las mujeres y los derechos conseguidos para sostener posturas en contra de la inmigración, siendo cada vez más común entre partidos de ultraderecha.
Las principales críticas a este fenómeno se centran en el uso parcial y sectario que se hace del movimiento feminista para amparar fines basados en la intolerancia, obviando el propio sexismo y la falta de una igualdad real en la sociedad occidental en su conjunto.